# Mi Sei Apparso Come Un Fantasma
Mi Sei Apparso Come Un Fantasma is een livealbum van Songs: Ohia. Het album werd op 27 september 2000 opgenomen aan de Barchessone Vecchino in Modena, Italië. Voor deze gelegenheid kreeg het album ook een Italiaanse titel, die in het Nederlands zoveel betekent als je kwam naar me toe als een geest. Op 15 september 2001 werd Mi Sei Apparso Come Un Fantasma vrijgegeven door Paper Cup als lp en door Cargo Records als cd. De genres zijn rock, indierock en altcountry.

## Tracklist
Het album telt acht nummers, allemaal geschreven door Jason Molina. Tigress en Being in Love behoorden oorspronkelijk tot The Lioness, maar werden gespeeld tijdens het optreden en dus in het livealbum opgenomen.
1. Are We Getting Any Closer? (6:28)
2. Nobody Tries That Hard Anymore (7:37)
3. Tigress (6:14)
4. Being In Love (7:45)
5. Constant Change (7:43)
6. It Won't Be Easy (5:28)
7. She Came To Me As A Ghost (7:12)
8. Cabwaylingo (5:12)

De cursieve nummers waren oorspronkelijk naamloos, hun titels werden gehaald van de website van Songs: Ohia. Het nummer Cabwaylingo is ook bekend als Vanquisher.